# دو ۴ در ۴۰۰ متر امدادی

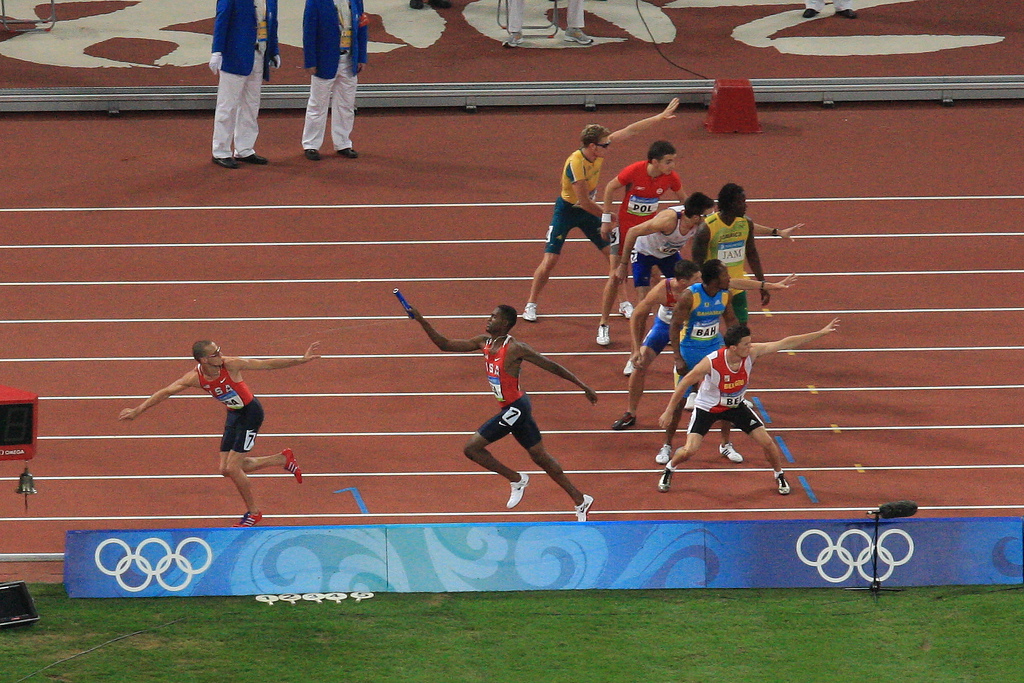
رساندن چوب در دو ۴ در ۴۰۰ متر

دو ۴ در ۴۰۰ متر امدادی یکی از رشته‌های دو و میدانی است که در آن، چهار دونده هر یک مسافتِ ۴۰۰ متر را می‌دود و سپس یک‌به‌یک، چوب امدادی را به دوندهٔ بعدی می‌رسانند. در مسابقات این رشته معمولاً هر تیم باید ۵۰ متر ابتدایی را در خط خود بدود و پس از آن، دونده‌ها به خطِ یک می‌آیند.
۴ در ۴۰۰ متر مردان از ۱۹۱۲ و ۴ در ۴۰۰ متر زنان از ۱۹۷۲ در برنامهٔ بازی‌های المپیک قرار دارد. از نظر تاریخی، تیم ملی ایالات متحدهٔ آمریکا قدرت برترِ این رشته در هر دو بخش مردان و زنان در سطح بین‌المللی بوده‌است و تیم‌های جامائیکا، روسیه، باهاما و بریتانیا رقبای اصلی این کشور محسوب می‌شوند.
رکورد جهانیِ این رشته در بخش مردان با زمان ۲:۵۴٫۲۹ دقیقه در سال ۱۹۹۳ توسط تیم ملی آمریکا متشکل از اندرو والمون، کوئینسی واتس، بوچ رینولدز، و مایکل جانسون ثبت شده‌است. رکورد زنان نیز به میزان ۳:۱۵٫۱۷ دقیقه در المپیک ۱۹۸۸ سئول توسط تیم شوروی متشکل از تاتیانا لدوفسکایا، اولگا نازارووا، ماریا پینگینا و اولگا بریزگینا ثبت شده‌است.